# Districtul Porto
Districtul Porto (portugheză Distrito de Porto) este un district în nordul Portugaliei, cu reședința în Porto. Are o populație de 1 781 826 locuitori și suprafață de 2 395 km².

## Municipii
- Amarante
- Baião
- Felgueiras
- Gondomar
- Lousada
- Maia
- Marco de Canaveses
- Matosinhos
- Paços de Ferreira
- Paredes
- Penafiel
- Porto
- Póvoa de Varzim
- Santo Tirso
- Trofa
- Valongo
- Vila do Conde
- Vila Nova de Gaia